# Trichosporum macgregorii
Trichosporum macgregorii är en tvåhjärtbladig växtart som beskrevs av Elmer Drew Merrill. Trichosporum macgregorii ingår i släktet Trichosporum och familjen Gesneriaceae. Inga underarter finns listade i Catalogue of Life.